# 22679 Емідавид
22679 Емідавид (22679 Amydavid) — астероїд головного поясу, відкритий 17 серпня 1998 року.
Тіссеранів параметр щодо Юпітера — 3,536.